# Умершие в декабре 1994 года
Это список известных людей, соответствующих установленным критериям значимости (см. Википедия:Критерии значимости персоналий), умерших в декабре 1994 года.
Причина смерти указывается лишь в исключительных случаях (убийство, самоубийство, гибель в результате военных действий, смертная казнь, ДТП или несчастные случаи). В остальных случаях — не указывается.
- 1 декабря — Макс фон Гогенлоэ (63) — немецкий принц из рода Гогенлоэ-Лангенбург.
- 1 декабря — Григорий Грабовляк (70) — полный кавалер ордена Славы.
- 1 декабря — Вера Кузнецова (87) — актриса театра и кино, Заслуженная артистка РСФСР.
- 2 декабря — Семен Зуховицкий (86) — советский украинский и израильский математик.
- 4 декабря — Константин Брендючков (86) — русский прозаик. Член Союза писателей СССР.
- 4 декабря — Лев Сергеев (88) — советский военный разведчик.
- 6 декабря — Джан Мария Волонте (61) — итальянский актёр театра и кино.
- 6 декабря — Николай Хабаров (70) — полный кавалер ордена Славы.
- 7 декабря — Иосиф Бродский (70) — советский и российский логик.
- 8 декабря — Том Жобим (Antônio Carlos Jobim) (67) — бразильский композитор и певец, один из основателей жанра босса-нова, автор музыки к песне «Девушка из Ипанемы» (порт. Garota de Ipanema).
- 8 декабря — Михаил Крепс (54) — русский поэт, литературовед, палиндромист.
- 8 декабря — Энрике Листер (87) — командир «Пятого полка», 1-й смешанной бригады, 11-й дивизии в Народной армии во время гражданской войны в Испании.
- 9 декабря — Алексей Михалёв (49) — советский переводчик.
- 10 декабря — Иван Войтенко (74) — советский артиллерист, Герой Советского Союза.
- 10 декабря — Валерий Кривов (43) — советский волейболист, игрок сборной СССР (1977—1980). Олимпийский чемпион 1980, чемпион мира 1978, чемпион Европы.
- 11 декабря — Станислав Мачек (102) — генерал брони (1990) Войска Польского.
- 11 декабря — Юлий Райзман (90) — советский кинорежиссёр, Народный артист СССР.
- 11 декабря — Авет Тертерян (65) — советский армянский композитор, Народный артист СССР.
- 12 декабря — Стюарт Аллен Руса (61) — астронавт США.
- 12 декабря — Андрей Сова (81) — советский киноактёр.
- 12 декабря — Иван Томашевский (76) — Герой Советского Союза.
- 13 декабря — Ольга Рубцова (85) — советская шахматистка: четвёртая в истории чемпионка мира.
- 14 декабря — Александр Тарасенко (76) — советский и украинский график, член Союза художников Украины.
- 14 декабря — Зосима Синицкий — советский тяжелоатлет и тренер по лёгкой атлетике.
- 14 декабря — Борис Чичибабин (71) — поэт, лауреат Гос. премии (1990).
- 15 декабря — Александра Азовцева (84) — русская, китайская и австралийская художница живописи и прикладного искусства, вышивальщица, скульптор, анималист.
- 15 декабря — Аркадий Евсюгин (84) — советский государственный и партийный деятель, 1-й секретарь Ненецкого окружного комитета ВКП(б) (1937—1938).
- 15 декабря — Владимир Колесник (72) — белорусский советский писатель, филолог.
- 15 декабря — Григорий Кочур (86) — украинский поэт, переводчик, литературовед, диссидент и правозащитник.
- 15 декабря — Сергей Мушник (73) — украинский советский поэт, прозаик.
- 16 декабря — Давид Левицкий (82) — старшина Рабоче-крестьянской Красной Армии, участник Великой Отечественной войны, Герой Советского Союза.
- 16 декабря — Владимир Михалевич (64) — советский математик и кибернетик.
- 16 декабря — Алексей Всяких (82) — академик ВАСХНИЛ, специалист в области животноводства, участник Великой Отечественной войны
- 17 декабря — Алла Амонова (57) — актриса и певица.
- 17 декабря — Дмитрий Валентей (72) — советский и российский социолог, экономист, организатор.
- 17 декабря — Амбарцум Галустян (39) — мэр Еревана в 1991—1992 годах; убит.
- 18 декабря — Роже Апери (78) — французский математик.
- 19 декабря — Александр Алафердов (80) — помощник командира саперного взвода 463-го стрелкового полка (118-я стрелковая дивизия, 5-я гвардейская армия, 1-й Украинский фронт) старшина — на момент представления к награждению орденом Славы 1-й степени.
- 19 декабря — Вадим Козин (89 или 91) — российский эстрадный певец (лирический тенор), композитор, поэт, автор нескольких сотен песен.
- 19 декабря — Григорий Рашутин (86) — Герой Советского Союза.
- 19 декабря — Вера Чаплина (86) — известная детская писательница-анималист, жизнь и творчество которой непосредственно связаны с Московским зоопарком.
- 21 декабря — Пономарёв, Виктор Александрович (33) — старшина мотострелковой разведывательной роты Северо-Кавказского военного округа, гвардии старший прапорщик, участник Первой чеченской войны, Герой Российской Федерации (1994, посмертно); погиб в бою
- 23 декабря — Николай Федоренко (87) — Герой Советского Союза.
- 23 декабря — Платон Цикоридзе (76) — Герой Советского Союза.
- 24 декабря — Джон Осборн (65) — английский драматург и сценарист.
- 25 декабря — Иван Бабанин (71) — Герой Советского Союза.
- 25 декабря — Василий Орлов (70) — Полный кавалер Ордена Славы.
- 26 декабря — Василий Гришанов (83) — советский военачальник, адмирал.
- 26 декабря — Евгений Дертев (76) — Герой Советского Союза.
- 27 декабря — Николай Быстров (72) — Герой Советского Союза.
- 27 декабря — Борис Иванов (73) — Герой Советского Союза.
- 27 декабря — Николай Ростовский — российский командир танкового взвода 141-го отдельного танкового батальона Северо-Кавказского военного округа, лейтенант, участник Первой чеченской войны, Герой Российской Федерации (1995, посмертно); погиб в бою.
- 28 декабря — Георгий Байдуков (87) — советский лётчик-испытатель, генерал-полковник авиации, Герой Советского Союза.
- 28 декабря — Игорь Бутырин (71) — советский ватерполист и судья.
- 28 декабря — Николай Коломиец (79) — украинский советский архитектор.
- 29 декабря — Алексей Мартынов (74) — Герой Советского Союза.
- 29 декабря — Фрэнк Тринг (68) — австралийский актёр театра, кино, телевидения и радио-постановок.
- 30 декабря — Дмитрий Иваненко (90) — российский, украинский и советский физик-теоретик.
- 30 декабря — Андрей Кузнецов (32) — советский и российский волейболист.
- 30 декабря — Софья Натансон (86) — советский учёный в области фотохимии.
- 31 декабря — Георгий Готовчиц (59) — министр Украины по делам защиты населения от последствий Чернобыльской катастрофы в 1990—1994 годах.
- 31 декабря — Ермаков, Виталий Юрьевич (23) — российский военнослужащий, гвардии старший лейтенант, командир группы спецназа, участник Первой чеченской войны, Герой Российской Федерации (1995, посмертно); погиб в бою при штурме Грозного.
- 31 декабря — Юрий Игитов (21) — российский военнослужащий, старший стрелок 1-го мотострелкового батальона 276-го мотострелкового полка 34-й мотострелковой дивизии Уральского военного округа, рядовой, участник Первой чеченской войны, Герой Российской Федерации (1995, посмертно); погиб в бою при штурме Грозного.
- 31 декабря — Александр Кирьянов (28) — советский и российский военнослужащий, авиаразведчик, капитан, участник Первой чеченской войны, Герой Российской Федерации (1995, посмертно); погиб в бою при штурме Грозного .
- 31 декабря — Сергей Курносенко (30) — советский и российский военный, танкист. Участник Первой чеченской войны, Герой Российской Федерации (1995, посмертно); погиб в бою при штурме Грозного.
- 31 декабря — Виктор Омельков (33) — советский и российский офицер ВДВ, участник Первой чеченской войны, Герой Российской Федерации (посмертно).